# Население на Хондурас
Населението на Хондурас през 2018 г. е 9 587 522 души.

## Възрастов състав
(2006)
- 0-14 години: 39,9% (мъжe 1 491 170 / жени 1 429 816)
- 15-64 години: 56,7% (мъжe 2 076 727 / жени 2 077 975)
- над 65 години: 3,4% (мъжe 113 747 / жени 137 061)

(2010)
- 0-14 години: 38,4% (мъжe 1 567 207 / жени 1 520 772)
- 15-64 години: 57,5% (мъжe 2 248 700 / жени 2 376 757)
- над 65 години: 4,1% (мъжe 149 523 / жени 183 031)

## Коефициент на плодовитост
- 2006 – 3,59

## Расов състав
- 90 % – метиси
- 7 % – индианци
- 2 % – черни
- 1 % – бели

## Религия
Почти 100 % от населението на Хондурас са християни, като 97 % са католици, а 3 % - протестанти (2009).

## Език
Официален език в Хондурас е испанският.